# Carl von Kutzleben
Adolf Carl Heinrich von Kutzleben (* 6. September 1805 in Freienbessingen (Kyffhäuserkreis); † 29. November 1892 in Eisenach) war ein deutscher Rittergutsbesitzer und Abgeordneter des Provinziallandtages der preußischen Provinz Hessen-Nassau.

## Leben
Carl von Kutzleben entstammte dem thüringischen Uradelsgeschlecht von Kutzleben und war der Sohn des kurhessischen Hauptmanns Friedrich von Kutzleben (1764–1833) und dessen Ehefrau Friederike Henriette Louise von Keudell (1776–1844). Er war Besitzer des Ritterguts Willershausen, das seit 1757 Eigentum der Familie war und das er 1889 an den paragierten Landgrafen Alexis von Hessen-Philippsthal-Barchfeld verkaufte. 1855 und 1858 gehörte er als Vertreter der höchstbesteuerten Grundbesitzer der Zweiten Kammer der Kurhessischen Ständeversammlung an. Diese wurde nach den Unruhen im Jahre 1830 zum Zwecke der Verabschiedung einer Verfassung gebildet und löste die Hessischen Landstände ab. 1868 erhielt er in indirekter Wahl ein Mandat für den Kurhessischen Kommunallandtag des Regierungsbezirks Kassel, der ihn aus seiner Mitte zum Abgeordneten des Provinziallandtages der Provinz Hessen-Nassau bestimmte. Bereits nach kurzer Zeit, am 19. September 1869, legte er seine Mandate aus gesundheitlichen Gründen nieder. Sein Nachfolger wurde Johann Trieloff.
Kutzleben war mit Charlotte von Zieten (1815–1867) verheiratet. Aus der Ehe gingen fünf Töchter und drei Söhne hervor. Der Abgeordnete Ludwig von Kutzleben war sein Bruder.